# 米洛

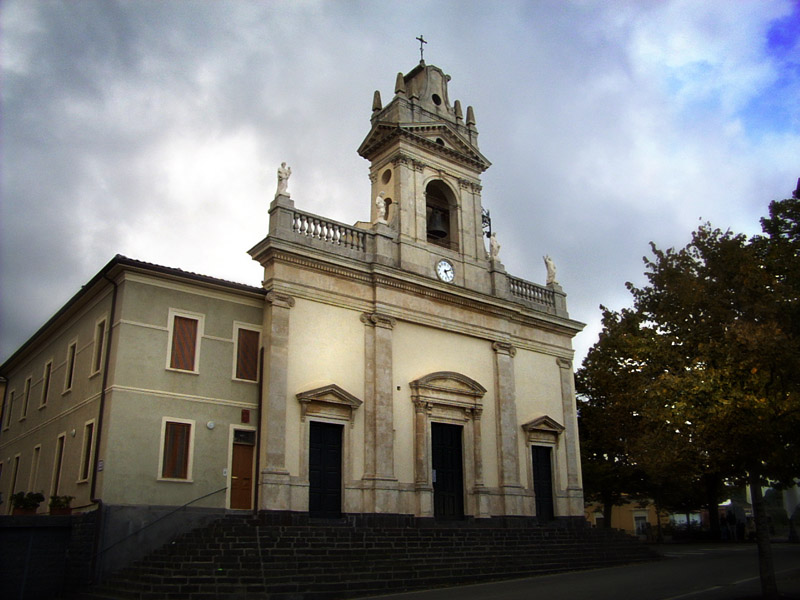
教堂

米洛（義大利語：Milo）是意大利西西里大区卡塔尼亞廣域市内的一个市镇。面积为18.2平方公里，人口数量为1,089人（2020年）。位于卡塔尼亚北边25公里处。